# Nikolaj Jakovlevič Jut Zolotov
Nikolaj Jakovlevič Jut Zolotov (in russo Николай Яковлевич Ют Золотов?; Siner', 30 luglio 1898 – Šumerlja, 27 marzo 1967) è stato uno scrittore, etnologo e critico letterario russo di lingua ciuvascia. Membro di spicco della famiglia Zolotov, una tra le più illustri della Ciuvascia, nonché cugino dello scrittore Arkadij Ivanovič Aris, fu membro dell'Unione degli scrittori dell'Unione Sovietica dal 1934 alla morte.

## Pubblicazioni sul folklore ciuvascio
Ha scritto articoli critici ed investigato sul folklore ciuvascio, si ricordano:
- "Un breve schizzo di poesia popolare ciuvascia," Čeboksary, 1928.
- "Documenti sul folklore ciuvascio" (čăvašla, vyrăsla) Čeboksary, 1930.
- "Tĕne hirĕç kĕrešessine văjlatar" Čeboksary, 1931.